# Satyria neglecta
Satyria neglecta är en ljungväxtart som beskrevs av A. C. Smith. Satyria neglecta ingår i släktet Satyria och familjen ljungväxter. Inga underarter finns listade i Catalogue of Life.